# Gare d'Eidanger
La gare d'Eidanger est une gare ferroviaire norvégienne, fermée aux voyageurs, de la commune de Porsgrunn.

## Situation ferroviaire
La gare est située dans la commune de Porsgrunn, comté du Telemark, et se trouve à 192,6 km d'Oslo. La gare n'est plus desservie par les trains voyageurs mais est toujours utilisée pour le transport de marchandises.
C'est la gare officielle où s'arrête la Vestfold et où commence la Bratsberg. De plus la gare est le terminus de la ligne de Brevik, une ancienne ligne d'une dizaine de kilomètres qui est en partie utilisée aujourd'hui en raison d'un embranchement particulier.
Elle est située entre les gares ouvertes au trafic passager de Porsgrunn et Larvik.

## Histoire
La gare a été mise en service en novembre 1882, en même temps que la ligne du Vestfold. 
La gare est fermée.